# Synolcus compressus
Synolcus compressus är en tvåvingeart som beskrevs av Hull 1967. Synolcus compressus ingår i släktet Synolcus och familjen rovflugor. Inga underarter finns listade i Catalogue of Life.